# یواس‌اس دالگرن (تی‌بی-۹)
یواس‌اس دالگرن (تی‌بی-۹) (به انگلیسی: USS Dahlgren (TB-9)) یک کشتی بود که طول آن ۱۵۱ فوت ۴ اینچ (۴۶٫۱۳ متر) بود. این کشتی در سال ۱۸۹۹ ساخته شد.